# نيتي وايلد
نيتي وايلد هي مخرجة كندية، ولدت في 18 مايو 1952.

## وصلات خارجية
- الموقع الرسمي
- نيتي وايلد على موقع IMDb (الإنجليزية)
- نيتي وايلد على موقع ألو سيني (الفرنسية)
- نيتي وايلد على موقع أول موفي (الإنجليزية)
- نيتي وايلد على موقع قاعدة بيانات الفيلم (الإنجليزية)
- نيتي وايلد على موقع كينوبويسك (الروسية)